# Skrulltjärnen
Skrulltjärnen är en sjö i Härjedalens kommun i Härjedalen och ingår i Dalälvens huvudavrinningsområde. Sjön har en area på 0,12 kvadratkilometer och ligger 788,6 meter över havet. Skrulltjärnen ligger i Rogen Natura 2000-område. Sjön avvattnas av vattendraget Storån.

## Delavrinningsområde
Skrulltjärnen ingår i det delavrinningsområde (690875-132293) som SMHI kallar för Utloppet av Skrulltjärnen. Medelhöjden är 869 meter över havet och ytan är 2,26 kvadratkilometer. Det finns inga avrinningsområden uppströms utan avrinningsområdet är högsta punkten. Storån som avvattnar avrinningsområdet har biflödesordning 2, vilket innebär att vattnet flödar genom totalt 2 vattendrag innan det når havet efter 532 kilometer. Avrinningsområdet består mestadels av skog (67 procent) och kalfjäll (28 procent). Avrinningsområdet har 0,12 kvadratkilometer vattenytor vilket ger det en sjöprocent på 5,2 procent.